# Glass Tower
Glass Tower (укр. Скляна вежа) — серія мобільних відеоігор в жанрі головоломки, створена українською студією Gadgetcrafts. Від гравця вимагається зруйнувати вежу, видаляючи сині блоки та уникаючи червоних блоків.

## Серія

### Glass Tower
Відеогра вийшла на початку 2009 року для iOS та 29 квітня 2015 року для Android-пристроїв.

### Glass Tower 2
Продовження гри, під назвою Glass Tower 2, стало доступним лише для iOS, а через декілька місяців була випущена для iPad-планшетів спеціальна версія Glass Tower 2 HD. Рівні гри та графіка були перероблені з нуля, щоб забезпечити кращу адаптацію до екрана iPad. Ця версія потрапила в десятку найкращих застосунків.
У травні 2010 року Glass Tower 2, незабаром після виходу, зайняла перше місце у списку найкращих безкоштовних застосунків у американських чартах App Store. 

### Glass Tower 3
Glass Tower 3 вийшла роком пізніше як платний застосунок, але не мала такого успіху, як GT2. Доступно для iOS.

### Glass Tower World
Остання, фінальна версія була випущена на початку 2013 року та отримала назву Glass Tower World. Гра доступна безкоштовно для платформ iOS та Android.